# Josué
Pour les articles homonymes, voir Josué (homonymie).
Ne doit pas être confondu avec Josué le grand prêtre.
Josué (en hébreu יְהוֹשֻׁעַ (Yĕhōshúaʕ), qui signifie "YHWH a sauvé"), ou Josué fils de Noun (יהושוע בן נון), est un personnage biblique du Livre de l'Exode et surtout du Livre de Josué.
Josué est le successeur de Moïse dans la conduite du peuple hébreu vers la Terre promise. Il mène la conquête du pays de Canaan puis y installe les tribus d'Israël.

## Étymologie
Josué s'appelle d'abord Hoshea, fils de Noun, הושע en hébreu. C'est Moïse qui le renomme Josué  dans le Livre des Nombres 13:16 : « Tels sont les noms des hommes que Moïse envoya pour explorer le pays. Moïse donna à Hoshea, fils de Noun, le nom de Josué. »
Josué est écrit en hébreu יהושוע Yehoshua (Deutéronome 3:21), ce qui signifie « Dieu sauve ».
Le nom vient de la racine trilittère ישע, « sauver ».
Le dictionnaire hébreu-français de Sander et Trenel traduit ce nom par « Dieu est son aide », car il est théophore : il contient יה (la syllabe Yah, abréviation de YHWH), comme Yehouda  יהודה, « louange à Dieu » ou Abadiah עבדיה , « serviteur de Dieu ».

## Septante, Nouveau Testament et Coran
Dans la Septante, il est appelé Jésus fils de Navé (Ἰησοῦς υἱὸς Ναυή, Iéssous uios Naué). ΙΗΣΟΥΣ (Iéssous) est le titre du Livre de Josué dans la Septante.
C'est aussi sous cette forme grecque Iéssous (Ἰησοῦς) qu'il se trouve mentionné en trois passages dans le Nouveau Testament (Luc 3.29, Actes 7.45, Hébreux 4.8). Or Iéssous (Ἰησοῦς) est aussi le nom de Jésus de Nazareth. Dans l’Épître aux Hébreux en particulier est fait un parallèle entre Josué et Jésus (Héb. 4.8 et 4.14). À la suite de cette épître, de nombreux auteurs chrétiens anciens ont mis en parallèle « Josué fils de Noun » et Jésus-Christ pour en souligner les similitudes et les contrastes.
Quoiqu'il ne soit pas directement nommé dans le Coran, il y est implicitement mentionné au verset : « Et lorsque Mûsâ dit à son valet. » (Sourate 18 - Verset 60). Il est à ce titre considéré comme un prophète en islam sous le nom arabe : يوشع بن نون Yūshaʿ ibn Nūn.

## Récit biblique

### Succession de Moïse

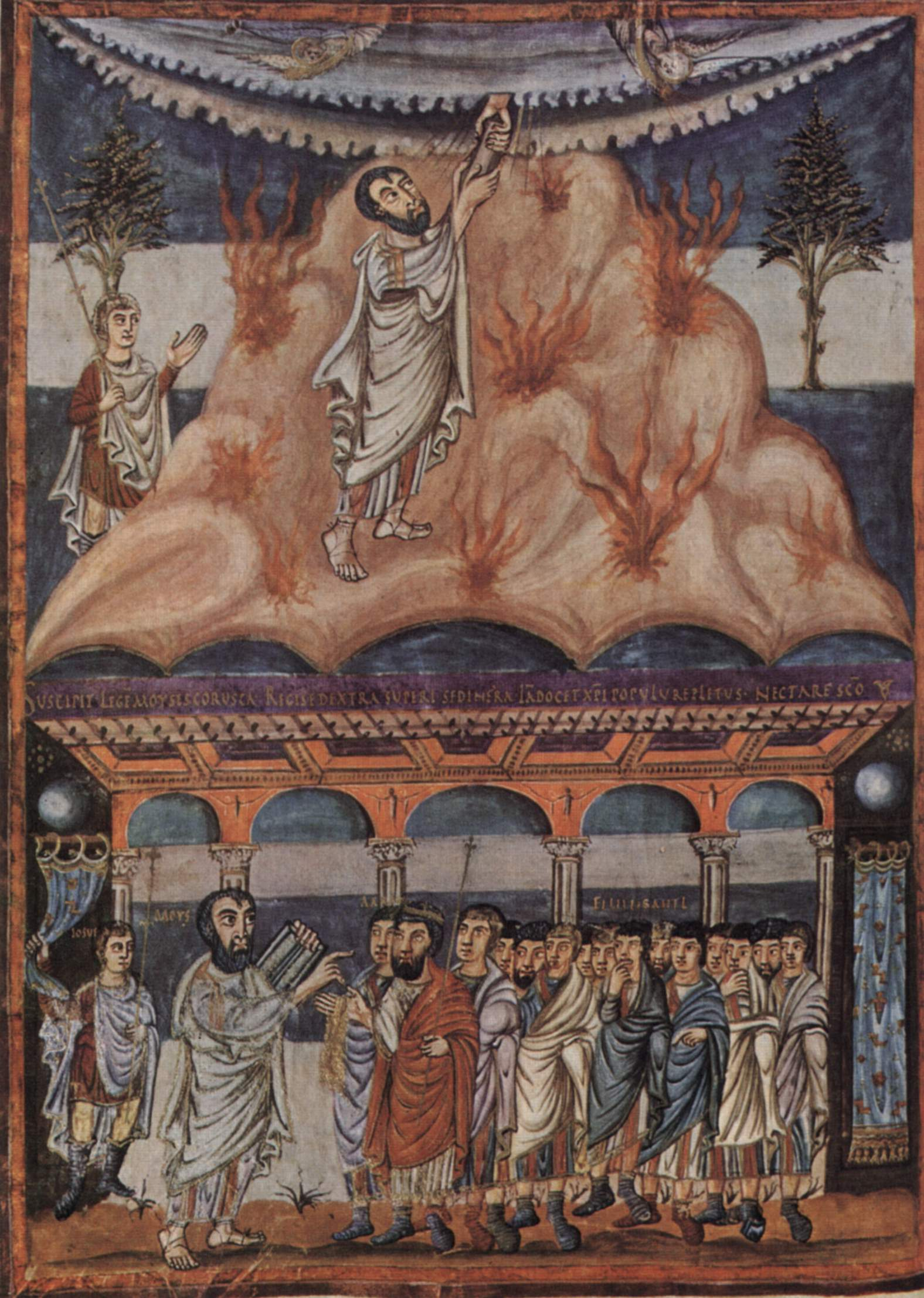
Moïse reçoit la Parole de Dieu et son successeur Josué se tient derrière lui. Bible de Moutier-Grandval, v. 840.

Josué est le fils de Noun, membre de la Tribu d'Éphraïm. Il est né en Égypte à l'époque de l'esclavage des Hébreux. Il est témoin de la sortie d'Égypte des Israélites sous la direction de Moïse. Il se distingue en tant que commandant militaire lorsque les tribus d'Israël sont attaquées par les Amalécites à Raphidim. Il est allé combattre les Amalécites tandis que Aaron et Hur soutiennent les bras de Moïse pour prier afin que Josué remporte la victoire.
Il assiste Moïse et l'accompagne dans l'ascension d'une partie du mont Sinaï pour recevoir les dix commandements . Il fait également partie des douze explorateurs que Moïse envoie en éclaireurs dans le pays de Canaan. C'est à cette occasion que, précédemment nommé Osée, il devient Josué. Seuls Caleb et Josué rapporteront des nouvelles encourageantes dans leur rapport auprès du peuple. Ils seront donc les seuls de cette génération à entrer sur la Terre promise après que le peuple eut erré quarante ans dans le désert.
Avant de mourir sur la rive orientale du Jourdain, Moïse désigne Josué comme son successeur pour franchir le fleuve, conduire le peuple et lui permettre de conquérir le pays de Canaan.
La conquête du pays de Canaan est décrite dans le Livre de Josué. Dieu encourage Josué à être fort et à s'appuyer sur les lois de la Torah pour conduire le peuple.

### Traversée du Jourdain

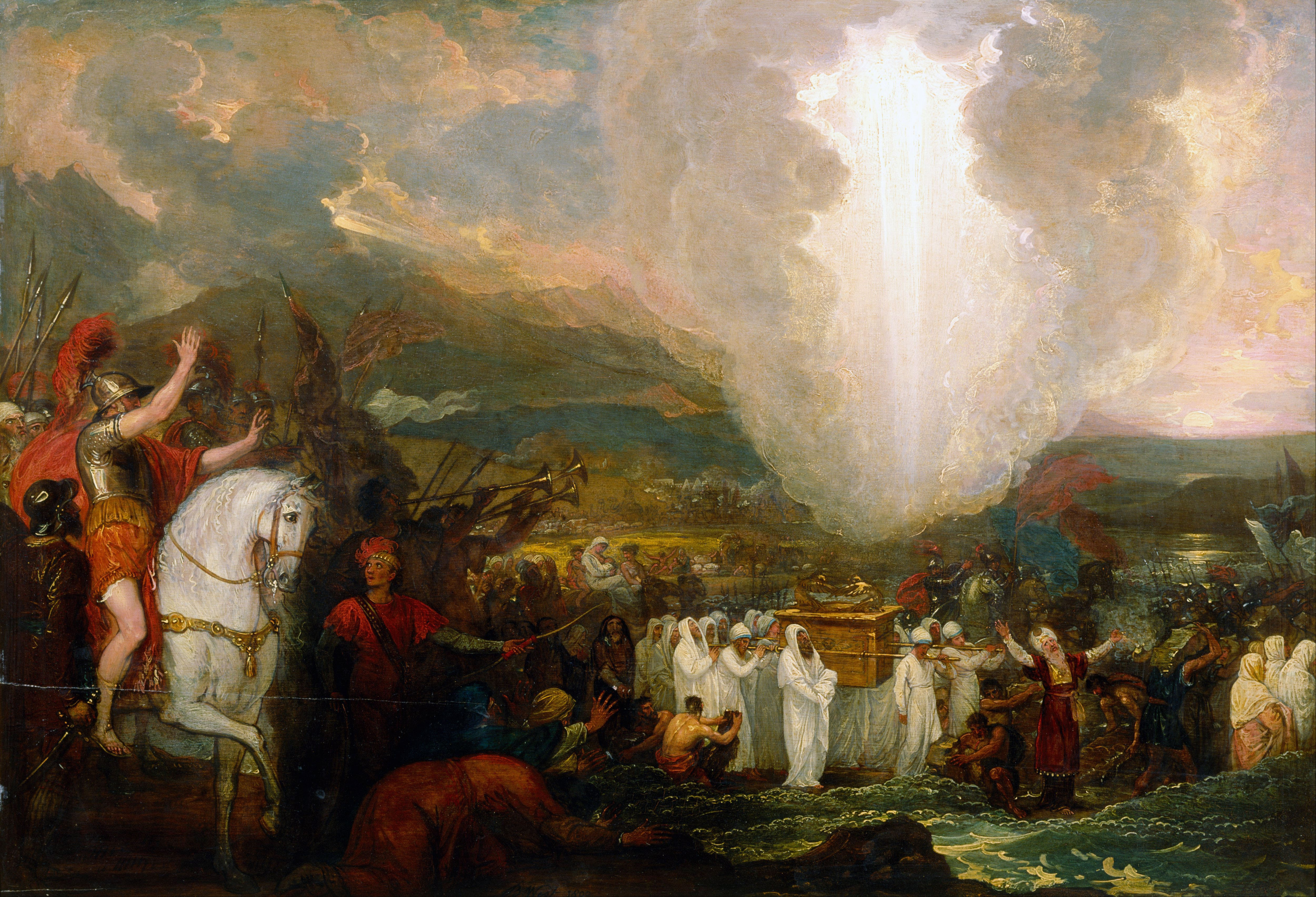
Benjamin West, Josué passant le Jourdain avec l'Arche d'alliance (1800), Galerie d'art de Nouvelle-Galles du Sud.

Josué obtient l'appui des deux tribus et demie (Tribu de Ruben, Tribu de Gad et la moitié de la Tribu de Manassé) qui se sont installées à l'Est du Jourdain pour aider les autres tribus israélites à conquérir le pays.
Le premier obstacle est le fleuve du Jourdain. Josué fait avancer l'Arche d'alliance portée par les prêtres cohanim devant le peuple. Le fleuve interrompt miraculeusement son cours et permet la traversée des conquérants israélites. Josué érige alors un monument constitué de douze pierres sur la rive ouest à Guilgal. Guilgal constituera la base depuis laquelle toute la conquête sera menée.
Josué fait circoncire tous les hommes israélites nés dans le désert et qui n'avaient pas pu y être circoncis, afin de célébrer Pessah, la commémoration de la sortie d'Égypte.

### Conquêtes de Josué
L'ancienne ville de Jéricho est la première conquête des Israélites sous la direction de Josué. Il y envoie des espions. Le récit raconte comment les murailles de la ville s'effondrent après que les prêtres eurent tourné 7 fois pendant 7 jours autour de la ville en sonnant du schofar. La ville est rasée et une malédiction est prononcée contre tout ce qui existait à Jéricho. Tous les habitants et le bétail sont tués, à l'exception de la famille de Rahab qui avait abrité les espions israélites.
Les troupes de Josué subissent un revers dans la ville de Aï. La faute est mise sur la personne de Akân qui est puni pour avoir subtilisé des biens voués à être détruits à Jéricho. Josué se rend alors maître de Aï (la stratégie militaire utilisée consiste en une retraite feinte poursuivie par les troupes ennemies, un commando en profite pour surprendre la ville mal défendue et la brûler, Josué se retourne alors contre l'adversaire démoralisé et l'anéantit), ce qui lui ouvre la route des montagnes à l'ouest de Jéricho. Josué lit les bénédictions et les malédictions au peuple, sur le mont Garizim et le mont Ebal.

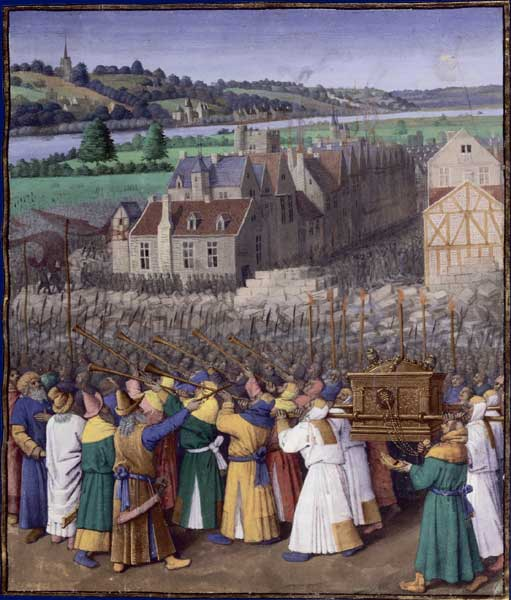
La prise de Jéricho, enluminure de Jean Fouquet, vers 1470-1475, Paris, BnF.

Devant la peur inspirée dans la région par le prestige des victoires militaires contre Jéricho et Aï, les Gabaonites parviennent à obtenir par la ruse un traité de paix avec Josué. Ils seront utilisés dans le service du tabernacle. Apprenant cette alliance, cinq rois amorites (Adonisédec de Jérusalem, et les rois de Lakish, Eglon (en), Hébron et Yarmouth) décident d'attaquer ensemble la ville de Gabaon pour la punir. Les troupes de Josué, liées aux Gabaonites par le traité de paix, mettent en déroute les armées amorites sur lesquelles Dieu fait tomber des grêlons. Afin d'anéantir totalement ces armées, Josué s'écrie:

« Soleil, arrête-toi au-dessus de Gabaon !

Lune, immobilise-toi sur le val d'Ayalon ! »

Josué fait condamner l'entrée de la grotte où les cinq rois amorites se sont réfugiés. Puis après avoir vaincu les fuyards, il fait rouvrir la grotte, humilier les cinq rois par les chefs de tribus israélites puis il les fait pendre à cinq arbres jusqu'au soir.
La conquête continue pendant plusieurs années toujours plus à l'ouest jusqu'à Gaza et au nord jusqu'à la côte phénicienne. 

L'archéologue et anthropologue du Proche Orient William G. Dever dans son résumé du récit écrit : « On y voit donc célébrer les exploits militaires d'un chef de guerre audacieux, certes, mais d'une cruauté implacable. La  campagne de massacres systématiques des populations civiles de Canaan - hommes, femmes, enfants, vieillards, tout le monde y passe - conduite par Josué, mérite d'être qualifié de génocide ; témoin Jéricho, dont la totalité des habitants est passé au fil de l'épée, excepté Rahab, la prostituée qui a permis la prise de la cité ».

### Installation des tribus

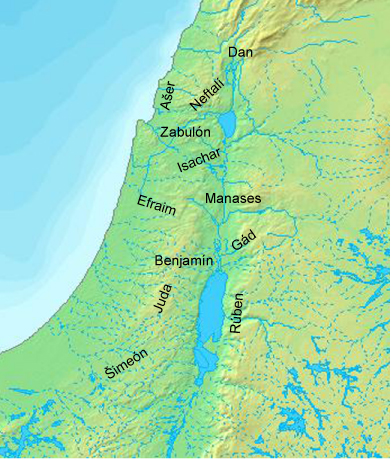
Répartition des territoires de chaque tribu en terre d'Israël.

Après la conquête de la quasi-totalité du pays de Canaan, Josué administre l'installation des tribus et le partage du territoire. Il commence par les tribus de Juda, d'Éphraïm et de Manassé. Caleb obtient la ville de Hébron. L'Arche d'alliance est déplacée de Guilgal où elle était depuis la traversée du Jourdain, à Silo (elle ne sera déplacée à nouveau qu'après la conquête de Jérusalem par le roi David).
Josué crée des cités-refuges pour les Lévites. Il reçoit lui-même la ville de Timnath-serah. Les deux tribus de Gad et Ruben et la demie tribu de Manassé retournent sur leurs terres à l'est du Jourdain.
À la fin de sa vie, Josué convoque les anciens et les chefs de tribus israélites. Il les exhorte de ne pas fraterniser avec la population locale. Il demande publiquement au peuple de rester fidèle à Dieu qui s'est tant de fois manifesté à eux. Josué meurt à l'âge de 110 ans (selon la Bible) et est enterré à Timnath-serah.

## Autre récit
Certaines tribus d' Afrique du Nord ont été converties par un disciple et compagnon du prophète Moïse (Sidna Moussa), Josué (Sidna Youchaa). À la suite des persécutions des pharaons à l’encontre du peuple d’Israël, Josué a pris la direction du Maghreb. Constatant que les populations de l'époque pratiquaient le paganisme, il leur enseigna le monothéisme et les lois hébraïques. Certaines de ces populations acceptèrent et en firent leur religion, mais sans prosélytisme, d'où l'effet limité de son expansion. La légende continue de nous dire que Sidna Youcha (Josué) est enterré dans une Mosquée sur une plage qui porte son nom: Plage Sidna Youchaa située à égale distance de Ghazaouet et Nédroma dans la wilaya de Tlemcen (Algérie). Son mausolée (Goubba) a toujours fait l'objet, depuis des siècles, de pèlerinage à l'occasion des fêtes juives,.

## Célébrité au Moyen Âge
Josué est mis au rang des neuf preux, parmi les trois choisis dans l'Ancien Testament (avec David et Judas Macchabée). On lui attribue pour blason un soleil, parce que le Seigneur arrêta pour lui la course de cet astre.

## Mise en musique
- Marc-Antoine Charpentier, Josué, pour solistes, double chœur, 2 dessus instrumentaux et basse continue, H404 - H 404 a 1680